# Bad Brains
Bad Brains – amerykański zespół muzyczny reprezentujący gatunek hardcore.

## Historia
Grupa powstała w 1977 roku w Waszyngtonie jako formacja jazz funkowa o nazwie Mind Power. W 1979 roku, po zakazie występowania praktycznie w całym Waszyngtonie, zespół przeniósł działalność do Nowego Jorku by tam, w grudniu, nagrać pierwszy singel Pay To Cum. Uważa się, że Bad Brains był prekursorem stylu waszyngtońskiego, stając się wzorem dla wielu zespołów, w tym dla Minor Threat.
Członkowie grupy, zainspirowani muzyką Boba Marleya, konwertowali na Ruch Rastafari, co widoczne było w późniejszej twórczości zespołu. Bad Brains nagrywali utwory hardcore punkowe przeplatając je utworami w stylu reggae. W takim klimacie nagrana została w 1983 roku płyta Rock For Light – na niej to po kilku krótkich i szybkich utworach hardcorowych pojawiał się jeden w stylu reggae. Wydana w 1986 I Against I (wznowiona w latach dziewięćdziesiątych), stała się swego rodzaju przewodnikiem dla wykonawców muzyki crossover. Muzycy Bad Brains nagrywali wspólnie utwory również w zespołach o innych nazwach, jak Zion Train, HR czy też 101.

## Dyskografia

### Albumy studyjne
- 1982 Bad Brains, (1982, ROIR Records) (HR/DrKnow/Jenifer/Hudson)
- 1983 Rock For Light, (PVC Records) (HR/DrKnow/Jenifer/Hudson)
- 1986 I Against I, (SST Records) (HR/DrKnow/Jenifer/Hudson)
- 1989 Quickness, (Caroline Records) (HR/DrKnow/Jenifer/Hudson)
- 1993 Rise, (Epic Records) (Joseph/DrKnow/Jenifer/Jayson)
- 1995 God Of Love, (Maverick Records) (HR/DrKnow/Jenifer/Hudson)
- 1996 Black Dots, (Caroline Records) [1979 session w InnerEar Studio,DC]
- 1997 Omega Sessions, (Victory Records) [1980]
- 2002 I and I Survived, (DC Records) (HR/DrKnow/Jenifer/Hudson)
- 2003 Banned in D.C. Bad Brains Greatest Riffs, (Caroline Records) [składanka; jedynie ostatni utwór jest nowy]
- 2007 Build a Nation, (Megaforce Records) (HR/DrKnow/Jenifer/Hudson)
- 2012 Into the Future, (Megaforce Records) (HR/DrKnow/Jenifer/Hudson)

### Albumy koncertowe
- 1987, 1990 The Youth Are Getting Restless: Live in Amsterdam, (1987, Caroline Records) (HR/DrKnow/Jenifer/Hudson)
- 1988 Live, (SST Records) (HR/DrKnow/Jenifer/Hudson)
- 1991 Spirit Electricity, (Live)
- 1999 A Bad Brains Reunion Live from Maritime Hall, (SST Records) (HR/DrKnow/Jenifer/Hudson)

### Single i dema
- 1978 Black Dots, (demo) (HR/DrKnow/Jenifer/Hudson)
- 1980 The Omega Sessions, (demo) (HR/DrKnow/Jenifer/Hudson)
- 1980 Pay To Cum / Stay Close To Me, (Bad Brains Records) (HR/DrKnow/Jenifer/Hudson)
- 1982 I And I Survive / Destroy Babylon, (Bad Brains Records)